# Domínio de Chōshū

Bandeira do Domínio de Chōshū.

O Domínio de Chōshū (長州藩, Chōshū han) foi um domínio feudal do Japão durante o período Edo (1603-1867) que ocupava o local onde hoje se encontra a província de Yamaguchi. Era contíguo à província de Nagato: na realidade, Chōshū era uma abreviatura para a província. O domínio exerceu um papel importante no Bakumatsu. É também conhecido como o Domínio Hagi (萩藩, Hagi han).

## História
Os líderes do Chōshū Han eram os descendentes do grande senhor feudal do Sengoku Mōri Motonari. Mōri Motonari conseguiu estender seu poder sobre toda a região de Chugoku do Japão e ocupou um território equivalente a 1,2 milhões de koku. Depois que ele morreu, seu neto e herdeiro Mōri Terumoto tornou-se o daimyo e implementou uma estratégia de aliança com Toyotomi Hideyoshi. Isso provaria mais tarde ser um grande erro. Após a morte de Hideyoshi, o daimyo Tokugawa Ieyasu desafiou o poder de Toyotomi e batalhou com o fiel conselheiro de Hideyoshi Ishida Mitsunari na Batalha de Sekigahara. Mōri Terumoto era o mais poderoso aliado de Toyotomi e foi eleito pelo conselho dos monarquistas de Toyotomi como o líder legítimo da força Toyotomi. Entretanto, as forças de Toyotomi perderam a batalha devido a uma série de fatores relacionados a Mōri Terumoto:
- Seu sobrinho Kikkawa Hiroie secretamente fez um acordo com Tokugawa Ieyasu resultando na ausência de 15 mil soldados de Mōri durante a batalha.
- Seu sobrinho por adoção Kobayakawa Hideaki e seus 15,6 mil soldados traíram as forças de Ishida e se juntaram ao lado de Tokugawa.
- Depois de garantias dadas por Tokugawa Ieyasu, Mōri Terumoto abandonou seu formidável Castelo de Osaka sem nenhuma luta.

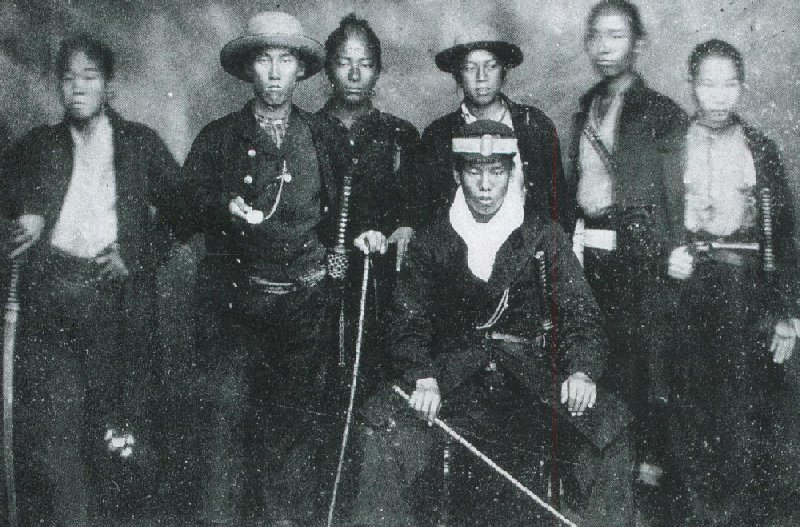
O Kiheitai de Chōshū lutou contra o Bakufu na Segunda expedição Chōshū, na Guerra Boshin.

Apesar de sua ausência na batalha, o clã Mōri foi transferido de suas terras ancestrais em Aki para a província de Nagato (também conhecida como Chōshū) e suas posses foram drasticamente reduzidas de 1,2 milhões para 369 mil kokus.
Isso foi visto como um grande ato de traição pelo clã Mōri, sendo que Chōshū han mais tarde se tornou um berço das atividades anti-Tokugawa. As origens disso eram evidentes na tradição do encontro de Ano Novo do clã. Todos os anos, durante a reunião, os idosos e os administradores vinham ao daimyo e perguntavam se já havia chegado a hora de derrubar o xogunato, e o daimyo respondia em seguida: "Ainda não, o xogunato ainda é muito poderoso."
Esse sonho seria realizado 260 anos depois, quando o domínio juntou forças com o Domínio de Satsuma e nobres da corte simpáticos aos ideais para derrubar o Xogunato Tokugawa. Eles também conduziram à luta contra os exércitos do xogum anterior, assim como fizeram parte do Ouetsu Reppan Domei, Aizu, e a República de Ezo, durante a Guerra Boshin. As forças militares dos domínios de 1867 a 1869 também formaram as bases do Exército Imperial Japonês. Graças a essa aliança, os nativos de Choshu e Satsuma gozaram de proeminência política e social entre os períodos Meiji e Taisho.

## Economia
A redução inicial de 1,2 milhões para 369 mil kokus resultou em um grande déficit em termos de conesrvação e manutenção da infraestrutura militar. A fim de melhorar as finanças do domínio, políticas rígidas foram impostas aos retentores:
- Todos os feudos dos retentores foram drasticamente reduzidos.
- Alguns retentores que eram pagos em terra começaram a ser pagos em arroz.
- Alguns retentores perderam seu status e foram incentivados a se engajar na agricultura.

Anteriormente, como resultado da alta carga tarifária, os fazendeiros secretamente desenvolviam fazendas no meio das montanhas como uma fonte privada de alimentos. Um novo censo da terra foi conduzido no domínio, no qual se descobriu e taxou muitas fazendas escondidas. O domínio também iniciou uma política rígida em relação ao comércio.
Leis também foram promulgadas, as quais passou para o controle do domínio o comércio lucrativo dos "quatro brancos": papel, arroz, sal e cera. Uma parte dos lucros e grandes volumes de renda de impostos sobre esse comércio foram para os cofres do domínio.
Essas políticas fortaleceram muito as finanças do domínio e permitiram ao daimyo um controle mais efetivo sobre seu território. No entanto, essas políticas irritaram os camponeses bem como os samurais, resultando em frequentes revoltas.